# Ordine di Klement Gottwald
L'Ordine di Klement Gottwald (in ceco Řád Klementa Gottwalda, in slovacco Rad Klementa Gottwalda) è stato una decorazione della Cecoslovacchia.

## Storia
L'Ordine è stato fondato nel 1953 come Ordine della Costruzione della Patria Socialista e intitolato nel 1955 a Klement Gottwald, leader del paese dal 1948 al 1953.

## Insegne
- L'insegna era una stella a cinque punte di colore rosso con palle d'oro alle estremità dei bracci. Nel centro vi era un medaglione d'oro con il profilo di Klement Gottwald. Sopra l'insegna vi era una corona d'alloro con un diamante falso e la scritta "ČSSR".
- Il nastro era rosso scuro con i bordi di un rosso più chiaro.